# سرود ملی اسپانیا
سرود ملی اسپانیا یا مارچا ریل سرود ملی و رسمی اسپانیا است. تنظیم این آهنگ در سال ۱۷۷۱ انجام شده‌است.

## برگردان
اسپانیا جاوید باد!
بیا با هم بسراییم!
با صداهای مختلف اما قلبی واحد
اسپانیا جاوید باد!
از دره‌های سبز تا دریاهای بی‌کران
سرود برادری
عشق به سرزمین مادری
کشوری که می‌داند چگونه در آغوش بگیرد،
آزادگان را در زیر آسمان آبی.
سرزمینی که به فرزندانش افتخار می‌کند،
فرزندانی که به تاریخ
دادگری و بزرگی
دموکراسی و صلح
تقدیم کرده‌اند.

## متن نت‌ها
- Piano sheet music of Marcha Real de España